# Balázs Ander

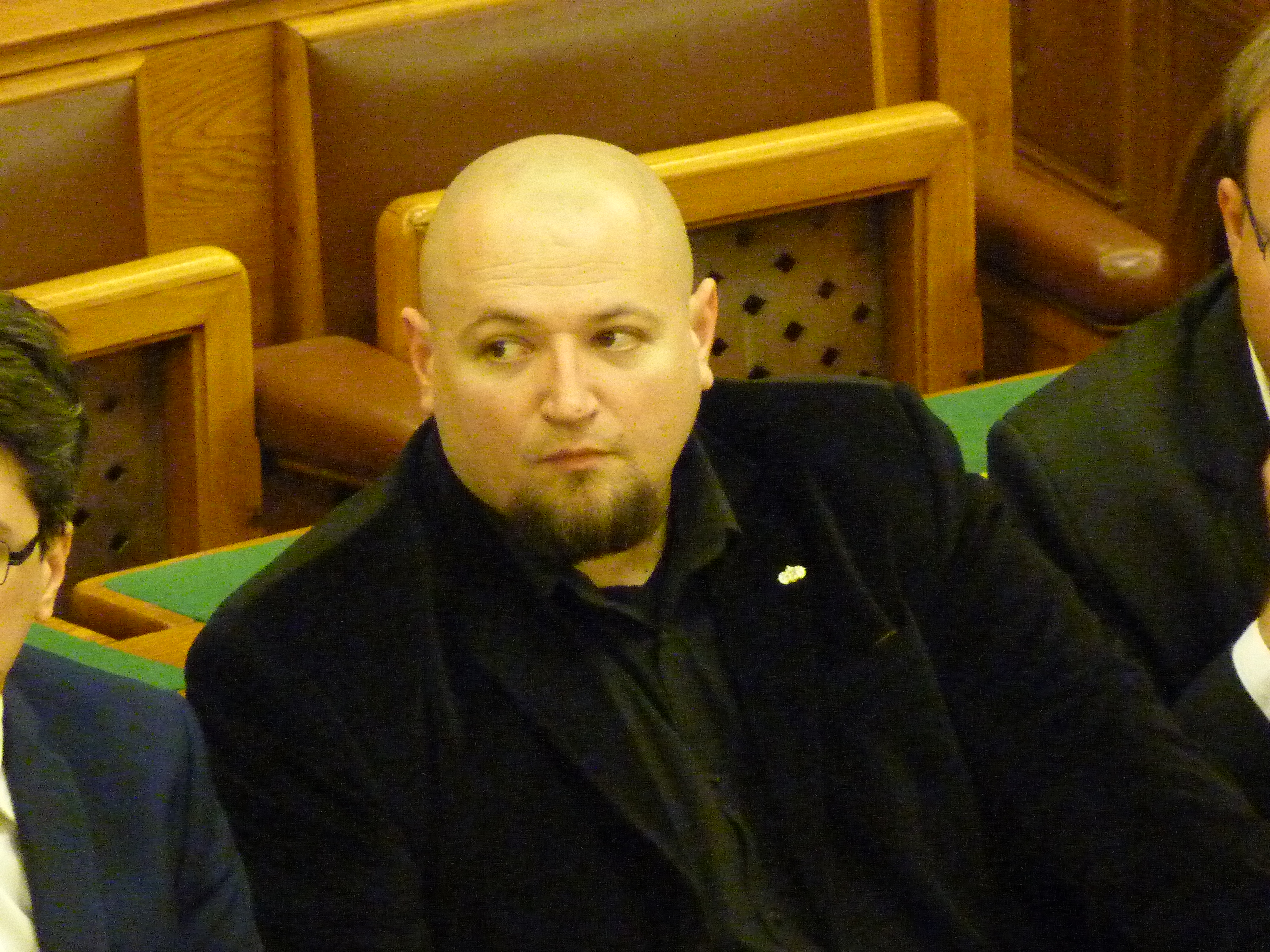
Ander em 2016

Balázs Ander (nascido em 11 de dezembro de 1976) é um político húngaro, vice-presidente do Jobbik e membro da Assembleia Nacional desde 2014.

## Biografia
Ander nasceu em Nagyatád e formou-se na Faculdade de Ciências Humanas da Universidade de Pécs . Ele era professor de história em Barcs . Ander é casado e criou três filhos.
No dia 25 de janeiro de 2020 Ander foi eleito vice-presidente do Jobbik.